# Elephantopus multisetus
Elephantopus multisetus là một loài thực vật có hoa trong họ Cúc. Loài này được O.Hoffm. ex T.Durand & De Wild. mô tả khoa học đầu tiên năm 1900.